# Hurlock
Hurlock – miasto w Stanach Zjednoczonych, w stanie Maryland, w hrabstwie Dorchester.